# Andaparaluzeta
Andaparaluzeta es una entidad de población española del municipio de Ochandiano, perteneciente a la provincia de Vizcaya, en la comunidad autónoma del País Vasco. En 2022, la entidad singular de población tenía empadronados veinticinco habitantes y el núcleo de población, quince.